# Fritz Neuser
Fritz Neuser (nascido em 14 de abril de 1932) é um ex-ciclista alemão que competiu no ciclismo nos Jogos Olímpicos de Verão de 1956, pela equipe Alemã Unida.